# Praha 2
Praha 2 označuje jednotku několika způsobů členění hlavního města Prahy, které mají ovšem pokaždé stejné územní vymezení. Prahu 2 jako městskou část, správní obvod i městský obvod tvoří celé katastrální území Vyšehrad a části katastrálních území Nové Město, Vinohrady a Nusle.
Městská část Praha 2 je jednotka místní samosprávy územně členěného statutárního města Prahy, která je spravována voleným zastupitelstvem, radou a úřadem městské části.
Správní obvod Praha 2 je území, na kterém vykonává městská část Praha 2 (jednotka územní samosprávy) určitý rozsah státní správy v přenesené působnosti.
Obvod Praha 2 je jednotka územního členění státu na podobné úrovni jako okres. Funguje na ní řada článků řízení z jiných než administrativně správních oblastí (např. Obvodní soud pro Prahu 2). Zahrnující jižní a jihovýchodní část centra Prahy, poprvé existoval v letech 1949–1960 jako jeden z 16 městských obvodů, podruhé byl v mírně odlišném vymezení ustaven zákonem o územním členění státu s účinností od 1. července 1960 jako jeden z 10 městských obvodů. Od roku 1990 byl předefinován jako území tvořené městskou částí Praha 2, ale hranice území se oproti obvodu z roku 1960 podstatně nezměnily.

## Městská část Praha 2

### Popis
Praha se člení na celkem 57 městských částí. Městské části poprvé stanovil s účinností od 24. listopadu 1990 dnes již zrušený zákon č. 418/1990 Sb., o hlavním městě Praze. Postavení a působnost městských částí v současné době upravuje zákon č. 131/2000 Sb., o hlavním městě Praze, zvláštní zákon a obecně závazná vyhláška č. 55/2000 Sb. hl. m. Prahy. Městská část je samostatný celek spravovaný voleným zastupitelstvem, radou a úřadem městské části. Stejně jako hlavní město Praha i každá městská část sama hospodaří s vlastním rozpočtem, který je sestavován individuálně dle potřeb dané městské části.
Má rozlohu 4,19 km² a rozkládá se v centrální části Prahy, na pravém břehu Vltavy. Zahrnuje celé katastrální území Vyšehrad, dále pak velkou část katastrálního území Nové Město a Vinohrady, a malou část katastrálního území Nusle (Nuselské údolí).

### Seznam starostů
- 1990–1994: Petr Brodský (ODA)
- 1994–1998: Libor Krátký (ODS)
- 1998-2006: Michal Basch (ODS)
- 2006–2010: Jana Černochová (ODS)
- 2010–2012: Jiří Paluska (ODS)
- 2012–2021: Jana Černochová (ODS)
- 2021–2023: Alexandra Udženija (ODS)
- od 2023: Jan Korseska (ODS)

### Zastupitelstvo městské části
| Koalice (18) | Koalice (18)          | Opozice (17)                                                                                           | Opozice (17)                                                 | Opozice (17) | Opozice (17) |
| SPOLEČNĚ PRO Prahu 2 (ODS a TOP 09) · SPOLEČNĚ PRO Prahu 2 (ODS a TOP 09) · SPOLEČNĚ PRO Prahu 2 (ODS a TOP 09) · SPOLEČNĚ PRO Prahu 2 (ODS a TOP 09) · SPOLEČNĚ PRO Prahu 2 (ODS a TOP 09) · SPOLEČNĚ PRO Prahu 2 (ODS a TOP 09) · SPOLEČNĚ PRO Prahu 2 (ODS a TOP 09) · SPOLEČNĚ PRO Prahu 2 (ODS a TOP 09) · SPOLEČNĚ PRO Prahu 2 (ODS a TOP 09) · SPOLEČNĚ PRO Prahu 2 (ODS a TOP 09) · SPOLEČNĚ PRO Prahu 2 (ODS a TOP 09) · SPOLEČNĚ PRO Prahu 2 (ODS a TOP 09) · SPOLEČNĚ PRO Prahu 2 (ODS a TOP 09) · SPOLEČNĚ PRO Prahu 2 (ODS a TOP 09) | ANO · ANO · ANO · ANO | PRAHA 2 SOBĚ · PRAHA 2 SOBĚ · PRAHA 2 SOBĚ · PRAHA 2 SOBĚ · PRAHA 2 SOBĚ · PRAHA 2 SOBĚ · PRAHA 2 SOBĚ | Piráti · Piráti · Piráti · Piráti · Piráti · Piráti · Piráti | SPD · SPD    | STAN         |

## Správní obvod Praha 2
Městská část Praha 2 vykonává rozšířenou působnost státní správy pro své vlastní území a je tak již od svého vzniku jedním ze správních obvodů, jejichž počet se 1. července 2001 ustálil na 22.

## Obvod Praha 2

### V letech 1949–1960
Poprvé existoval obvod Praha 2 označený arabskou číslicí v rámci šestnáctiobvodového uspořádání Prahy v období 1. dubna 1949 – 30. června 1960 na základě vládního nařízení č. 79/1949 Sb. Tvořily jej část Nového Města, Vyšehrad, část Královských Vinohrad a část Nuslí.
V předcházejícím římském číslování obvodů, zavedeným k 17. lednu 1923 na základě vládního nařízení č. 7/1923 Sb., mělo v centrální oblasti každé katastrální území vlastní číslo obvodu, byť šlo jen o formální obvody, protože obvody I. - VII. tvořily fakticky jediný volební a později i správní obvod. Nový obvod Praha 2 tak převzal číslo po Novém Městě (II.) a pojal do sebe i dosavadní formální obvod s číslem VI. (Vyšehrad), krom toho i menší části obvodů Praha XII - Královské Vinohrady a Praha XIV - Nusle.

### Od roku 1960
Od 11. dubna 1960 zákon č. 36/1960 Sb. vymezil v Praze 10 obvodů. Jedním z nich je i obvod Praha 2, změna spočívala především v tom, že severní část Nového Města byla převedena do obvodu Praha 1.